# Viljem Kralj
Viljem Kralj, slovenski elektroinženir in strokovnjak za varjenje, * 31. julij 1931, Dugi Rat, Hrvaška.
Kralj je leta 1957 diplomiral na ljubljanski tehniški fakulteti in 1973 doktoriral na Fakulteti za elektrotehniko v Ljubljani.
Kralj je od leta 1979 do 1996 je predaval na Fakulteti za strojništvo, od 1984 kot redni profesor za tehnologijo materialov. V raziskovalnem delu se je med drugim ukvarjal z biokibernetskimi raziskavami ročnega obločnega varjenja in uporarabnosti v industriji. Sam ali z drugimi je opravil preko 80 raziskovalnih nalog, v soavtorstvu je objavil 5 publikacij in okoli 70 znanstvenih
člankov.